# Tachydromia edenensis
Tachydromia edenensis is een vliegensoort uit de familie van de Hybotidae. De wetenschappelijke naam van de soort is voor het eerst geldig gepubliceerd in 2002 door Hewitt & Chvala.